# Нокнагашел
Нокнагашел (англ. Knocknagoshel; ирл. Cnoc na gCaiseal) — деревня в Ирландии, находится в графстве Керри (провинция Манстер).
Население — 721 человек (по переписи 2006 года).